# Duché de Brzeg
1311–1675
Entités précédentes :
- Duché de Breslau

Entités suivantes :
- Couronne de Bohême

Le duché de Brieg (en polonais : Księstwo Brzeskie; en tchèque : Knížectví Břežské) ou duché de Brzeg (en allemand : Herzogtum Brieg) est im ancien duché vassal silésien, créé en 1311 lors de la fragmentation du duché de Silésie, fief du royaume de Pologne sous la maison Piast. Sa capitale était Brzeg en Basse-Silésie.
Le duché était soumis à la suzeraineté des rois de Bohême à partir de 1329. Lorsque la ligne masculine des ducs s'éteignit en 1675, leur territoire par le droit de déshérence reviennent à la couronne de Bohême au sein de la monarchie de Habsbourg. Après la première guerre de Silésie, en 1742, les domaines ont été annexés par le royaume de Prusse.

## Histoire
Lorsque Henri V le Gros, duc de Breslau issu de la maison Piast, meurt le 22 février 1296, ses trois fils et héritiers sont encore mineurs. La régence du duché est assurée par leur oncle le duc Bolko Ier de Schweidnitz. À la mort de ce dernier, en 1301, leur oncle maternel, le roi Venceslas II de Bohême lui succède et l'évêque de Breslau, Henri de Wierzbno, en 1305. Enfin, en 1311, les legs d'Henri V sont répartis entre ses fils : Boleslas III le Prodigue, le frère aîné, reçoit les terres du sud-est autour de Brieg et Grottkau. En même temps, le deuxième fils, Henri VI le Bon reçut le duché de Breslau réduit et le plus jeune frère, Ladislas, obtient le duché de Liegnitz au nord-ouest.

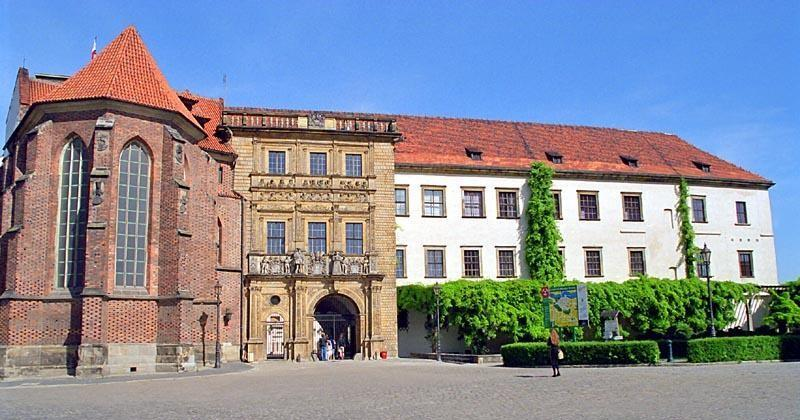
Château de Brzeg.

Peu de temps après, cependant, Bolesław fait valoir ses droits en tant que fils aîné et évince son frère cadet Ladislas de Liegnitz. Il entretient de bonnes relations avec son beau-frère, le roi Jean de Bohême, et se déclare son vassal le 9 mai 1329. La seigneurie des souverains de Bohême a été confirmée par le traité de Trenčín conclu avec le roi Casimir III de Pologne en 1335. Boleslas III laisse le duché de Liegnitz à ses deux fils Venceslas et Louis en 1342 ; deux ans plus tard, il vend la ville de Grottkau à Preczlaw von Pogarell, évêque de Breslau. Après la mort de Boleslas III, en 1352, le duché a été gouverné par sa veuve Catherine Šubić qui l'a remis à ses beaux-fils en 1356.
En 1358, le duc Bolko II de Schweidnitz achète la moitié du duché appartenant à Venceslas. La deuxième moitié de Brzeg échoit à Louis qui récupérait également la moitié de Bolko II après la mort de ce dernier sans enfants en 1368. À la mort de Louis en 1398, son seul fils Henri VII lui succède, mais il meurt huit mois plus tard. Les deux fils de Henri VII, Henri IX et Louis II ont partagé leur héritage ; Louis obtient Brieg avec les villes de Kluczbork et Wołczyn. Les duchés de Brieg et Liegnitz sont réunis sous le règne de Louis II à la mort du duc Venceslas II de Liegnitz en 1419, puis séparés à nouveau, avant d'être unifiés sous l'impulsion du duc Christian en 1664.

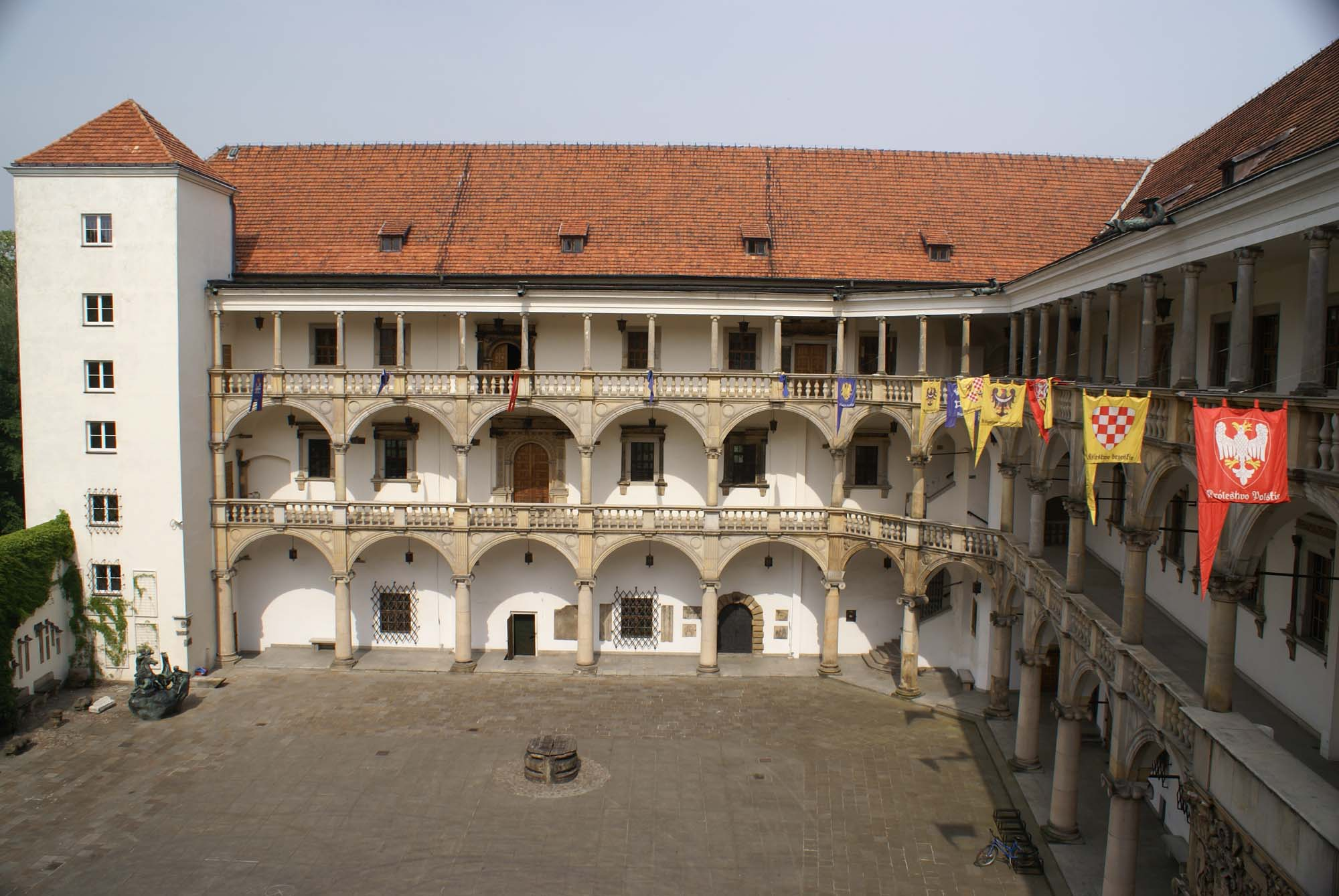
La cour intérieure du château.

La mort de Louis II de Brzeg sans héritier, en 1436, a entraîné de plusieurs décennies de conflits. Ce n'est qu'en 1469 que le roi Georges de Bohême accorda les fiefs de Liegnitz et Breig à Frédéric Ier, un arrière-petit-fils de Henri IX. Lorsque la dynastie des Habsbourg d'Autriche hérite du royaume de Bohème en 1526, le duché tombe sous leur suzeraineté. En 1537, le duc Frédéric II, fils de Frédéric Ier, conclut un traité avec l'électeur Joachim II Hector, souverain de la marche de Brandebourg, par lequel la maison de Hohenzollern hériterait du duché lors de l'extinction des Piast de Silésie. Cet accord est cependant rejeté par le roi de Bohême Ferdinand I de Habsbourg et n'entre pas en vigueur.
À la mort de Frédéric II en 1547, Brieg revint à sa deuxième fils Georges II, lorsque le duché de Liegnitz a été transmis à son frère aîné Frédéric III. En 1586, le fils de Georges II, Joachim-Frédéric, hérita le duché. Ses deux fils Jean-Christian de Brzeg et Georges-Rodolphe de Legnica ont été ses successeurs dès 1602. En 1639, les trois fils de Jean-Christian, Georges III, Louis IV et Christian reçurent Breig en héritage, et également Liegnitz à la mort de leur oncle Georges-Rodolphe en 1653.
Avec Liegnitz, Brieg est le dernier duché autonome de Silésie. Après la mort du dernier duc de Piast Georges Guillaume, seul fils de Christian, en 1675, il est administré directement par la chambre des Habsbourg en tant que rois de Bohême. Cependant, l'État de Brandebourg-Prusse revendique également le duché, se référant à l'ancien traité de succession de 1537. Néanmoins, la monarchie des Habsbourg refuse de nouveau de reconnaître la validité de cet accord et annexe les duchés. Plusieurs décennies plus tard, le roi Frédéric II de Prusse utilise le différend comme prétexte pour justifier sa campagne pendant la première guerre de Silésie en 1740.

## ducs de Schweidnitz-Jauer(Świdnica-Jawor)

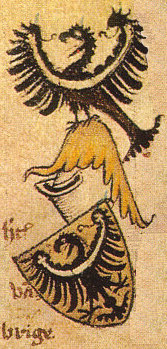
Armoiries du duc Louis Ier.

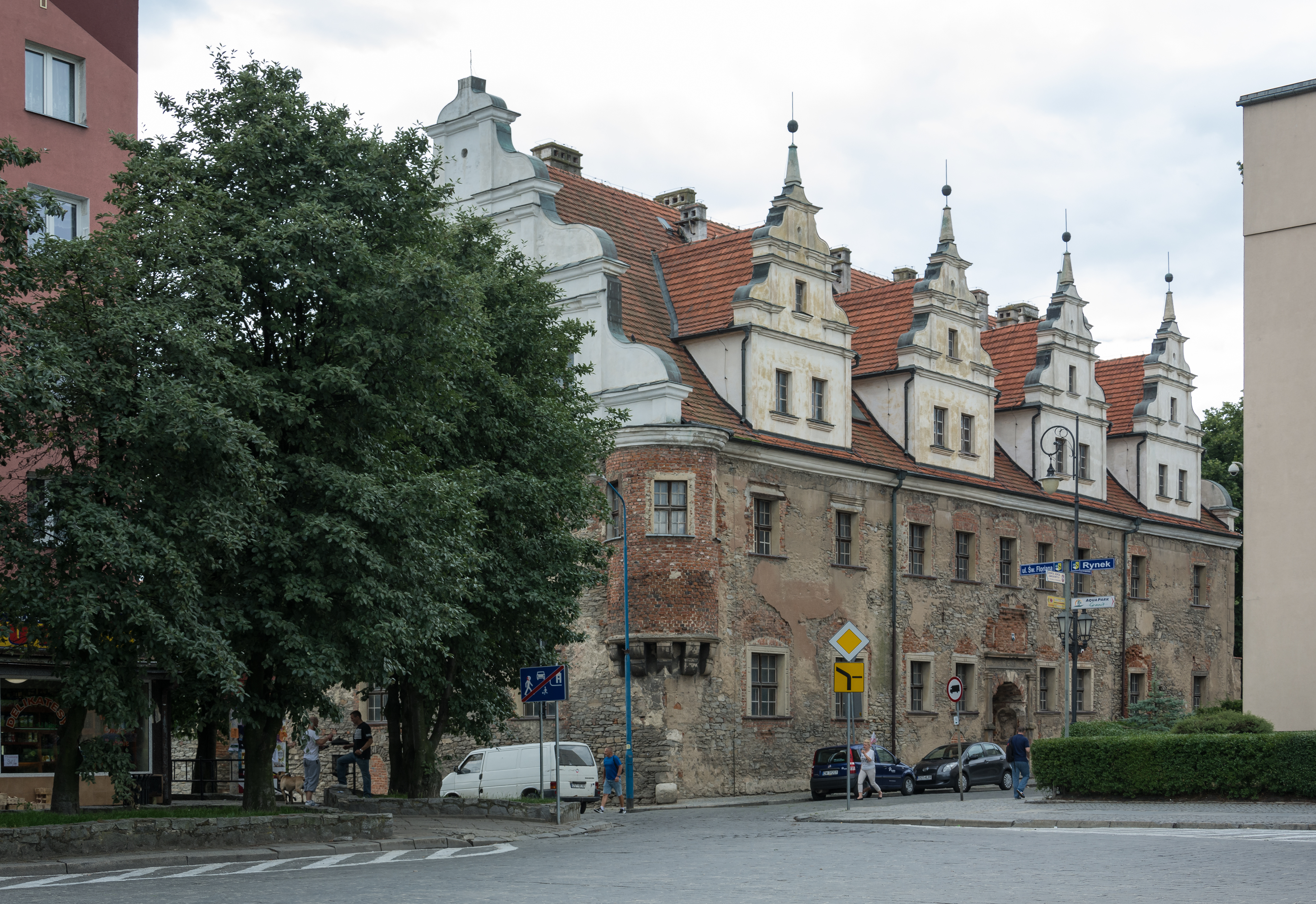
La maison des ducs de Brzeg, résidence ducale à Strzelin.

Jusqu'en 1311, le duché faisait partie du duché de Wrocław.
- 1311-1352 Boleslas III de Silésie (en 1329, il devient un vassal du roi Jean Ier de Bohême)
  - 1352-1358 Catherine Šubić, la veuve de Boleslas III, conserve Brieg et Ohlau
- 1358-1398 Louis Ier
- 1398-1399 Henri VII le Balafré
- 1399-1436 Louis II
  - 1436-1449 Élisabeth de Brandebourg, la veuve de Louis II, régente
- 1449-1469 querelle, le duché est incorporé à la couronne de Bohême
  - 1453-1466 Hedwige, fille de Louis II, exerce la régence pour le compte de son fils Frédéric
- 1469-1488 Frédéric Ier
  - 1488-1498 Ludmilla de Poděbrady, veuve de Frédéric Ier, régente
- 1498-1505 Frédéric II
- 1505-1521 Georges Ier
- 1521-1547 Frédéric II (à nouveau)
- 1547-1586 Georges II
- 1586-1602 Joachim-Frédéric
  - 1602-1605 Anne-Marie d'Anhalt, veuve de Joachim Frédéric, régente
  - 1605-1609 Charles II de Münsterberg-Œls, régent
- 1609-1639 Jean-Christian
- 1639-1664 Georges III
- 1664-1672 Christian
  - 1672-1675 Louise d'Anhalt-Dessau, veuve de Christian, régente
- 1675 Georges Guillaume, le dernier des Piast.